# Keith Brueckner
Keith Allan Brueckner (* 19. März 1924 in Minneapolis, Minnesota; † 19. September 2014) war ein US-amerikanischer theoretischer Physiker, der sich vor allem mit Kernphysik und Laserfusion beschäftigte.

## Leben und Wirken
Brueckners Großvater väterlicherseits war ein lutherischer Pfarrer aus Bayern, der in die USA auswanderte, sein Vater war Professor für Pädagogik in Minneapolis. Brueckner wollte zuerst Chemieingenieur werden und studierte dann Mathematik an der University of Minnesota, wo er nach einer Unterbrechung im Zweiten Weltkrieg, als er ab 1943 in der Wettervorhersage arbeitete und „Undergraduate“-Kurse absolvierte, 1947 seinen Master-Abschluss machte und 1950 an der University of California, Berkeley in theoretischer Physik promovierte („Production of mesons by photons and nucleons“).
In Berkeley arbeitete er nach dem Krieg als Forschungsassistent im „Lawrence Radiation Laboratory“ unter anderem mit Ernest Lawrence, Robert Serber (seinem Doktorvater), Emilio Segrè, Edwin McMillan, Wolfgang Panofsky und Luis Walter Alvarez. 1950/51 war er am Institute for Advanced Study in Princeton. 1951 bis 1955 war er Assistenzprofessor an der Indiana University in Bloomington und 1956 bis 1959 als Professor für Physik an der University of Pennsylvania und gleichzeitig ab 1953 Berater am „Weapons Laboratory“ des Los Alamos National Laboratory und am Brookhaven National Laboratory.
An der neu gegründeten University of California, San Diego (UCSD) war er ab 1959 Professor und bis 1961 erster Chairman des Physik-Departments (rekrutiert von Roger Revelle), ab 1960 auch „Dean of Arts and Sciences“. Er holte unter anderem die Nobelpreisträger Walter Kohn und Maria Goeppert-Mayer an die UCSD. 1965 bis 1970 war er Gründungsdirektor des Instituts für Strahlungsphysik und Aerodynamik (Institute for Radiation Physics and Aerodynamics), des späteren „Institute for Pure and Applied Physical Sciences“, und blieb dies bis zu seiner Emeritierung.
Brueckner hatte auch hohe beratende Funktionen in der US-amerikanischen Industrie und Verwaltung, beispielsweise war er Berater der Atomic Energy Commission, des „Institute for Defense Analyses“ (IDA), dessen Vizepräsident und „Director of Research“ er 1961/2 war, der NASA, der US Air Force und hatte 1974 bis 1978 ein eigenes Beratungsbüro („Keith A. Brueckner and Associates“), nachdem er ab 1968 schon für KMS (Keeve M. Siegel) arbeitete. Außerdem war er um 1959 eines der Gründungsmitglieder der JASON Defense Advisory Group, die zunächst IDA angegliedert war, verließ diese aber um 1965.
Brueckner war Mitglied der National Academy of Sciences (1969) der USA und der American Academy of Arts and Sciences (1968). 1963 erhielt er den Dannie-Heineman-Preis für mathematische Physik.
Brueckner arbeitete in den 1950er Jahren unter anderem an theoretischen Modellen zur Beschreibung der Mesonenerzeugung bei Nukleon-Nukleon-Stößen, was an Zyklotron-Beschleunigern in Berkeley experimentell untersucht wurde. Danach war er führend in der kernphysikalischen Vielteilchentheorie, wo er die Methoden fand, in „Kernmaterie“ Wechselwirkungsdiagramme in selbstkonsistenter Weise zu einer Art Potential zu summieren („Brückner G-Matrix“, „Brueckner-Theorie“ der Kernmaterie). Das schwierig zu behandelnde theoretische Problem bei den Kernkräften war, dass sie zwar einen anziehenden „Schwanz“ hatten, aber gleichzeitig einen „harten“ abstoßenden „Kern“ (hard core). Brückner wandte die Theorie auch auf andere Quantenflüssigkeiten wie flüssiges Helium an. Seine Theorie wurde von Hans Bethe und anderen aufgegriffen und ausgebaut.
Ein wichtiger Beitrag zur quantenmechanischen Vielteilchentheorie war auch seine Ableitung der Random Phase Approximation für dichte Elektronengase mit Murray Gell-Mann 1957.
Schon während der 1950er Jahre arbeitete er auch an geheimen Projekten für das US-Verteidigungsministerium, zum Beispiel mit John von Neumann und Murray Gell-Mann über militärische Radar-Beobachtung und ab 1955 in Los Alamos mit Kenneth Watson an der damals noch geheimen Fusionsforschung. Schon frühzeitig in den 1960er Jahren machte er sich auch Gedanken über die Abwehr von Interkontinentalraketen mit Lasern und über Laserfusion – 1974 war er Mitautor eines großen Überblicksartikels über Laserfusion und er war Mitgründer der Firma KMS Fusion.

## Schriften (Auswahl)
- Brueckner: Many-body problems for strongly interacting particles. II. Linked cluster expansion. In: Physical Review. Band 100, 1955, S. 36
- Brueckner, Gammel: Properties of nuclear matter. In: Physical Review. Band 109, 1958, S. 1023
- Brueckner, Gammel: Properties of liquid He3 at low temperature. In: Physical Review. Band 109, 1958, S. 1040
- Brueckner, M. Gell-Mann: Correlation Energy of an Electron Gas at High Density. In: Physical Review. Band 106, 1957, S. 364, Abstract
- Brueckner, Levinson, Mahmoud: Two-body forces and nuclear saturation. I. Central forces. In: Physical Review. Band 95, 1954, S. 217
- Brueckner, Levinson: Approximate reduction of the many body problem for strongly interacting particles to a problem of self consistent fields. In: Physical Review. Band 97, 1955, S. 1306
- Brueckner: Two body forces and nuclear saturation. III: details of the structure of the nucleus. In: Physical Review. Band 97, 1955, S. 1353
- Brueckner, Wada: Nuclear saturation and 2 body forces: self consistent solutions and the effect of the exclusion principle. In: Physical Review. Band 103, 1956, S. 1008–1016
- Brueckner, S. Jorna: Laser driven Fusion. In: Reviews of Modern Physics. Band 46, 1974, S. 325–367